# Мост короля Людовика Святого (фильм, 1929)
«Мост короля Людовика Святого» (англ. The Bridge of San Luis Rey) — американская драма Чарльза Брэбина 1929 года.

## Сюжет
События происходят в Перу в XVIII веке. 20 июля 1714 года между Лимой и Куско обрушился висячий мост, что привело к гибели пяти человек. Монах-францисканец Юнипер пытается разобраться, был ли в гибели пяти человек Божий промысел и почему Господь выбрал именно этих людей.

## Награды
1930 — Премия «Оскар» за лучшую работу художника-постановщика (Седрик Гиббонс)

## В ролях
- Лили Дамита — Камила
- Эрнест Торренс — дядя Пио
- Ракель Торрес — Пепита
- Дон Альварадо — Мануэль
- Дункан Ренальдо — Эстебан
- Генри Вольтхолл — отец Джунипер
- Михаил Вавич — вице-король
- Эмили Фитцрой — маркиза
- Джейн Винтон — дона Карла
- Гордон Торпе — Джейми
- Митчелл Льюис — капитан Альварадо
- Пол Эллис — дон Висенте
- Юджини Бессерер
- Талли Маршалл  —горожанин